# Stasys Baranauskas
Stasys Baranauskas   (Kaunas, 7 de maig de 1962) és un exfutbolista lituà de la dècada de 1980.
Fou 14 cops internacional amb la selecció lituana.
Pel que fa a clubs, defensà els colors de FK Žalgiris Vilnius, Hapoel Petah Tikva i First Vienna FC, entre d'altres.